# Liste der denkmalgeschützten Objekte in Bad Ischl
Die Liste der denkmalgeschützten Objekte in Bad Ischl enthält die 145 denkmalgeschützten, unbeweglichen Objekte der Stadtgemeinde Bad Ischl im oberösterreichischen Bezirk Gmunden.

## Denkmäler
| Foto  |                 | Denkmal | Standort                                                                         | Beschreibung | Metadaten |
| ----- | --------------- | --- | -------------------------------------------------------------------------------- | --- | --- |
| ja    | Datei hochladen | Vier Stationskapellen HERIS-ID: 99677 Objekt-ID: 115828                                                                                 | Kalvarienbergweg 1 Standort KG: Ahorn                                            | Die insgesamt 12 Bilder der vier Stationskapellen wurden 1866 im Stil der Nazarener erneuert. 1952 und 1984 wurden Renovierungen durchgeführt. | BDA-Hist.: Q63986653 Status: § 2a Stand der BDA-Liste: 2025-06-30 Name: Vier Stationskapellen GstNr.: .20/4, .25, .26, 27/2 Kalvarienberg Bad Ischl                                                                                                  |
| ja    | Datei hochladen | Kapelle mit Heiligem Grab HERIS-ID: 99678 Objekt-ID: 115830                                                                             | bei Kalvarienbergweg 5 Standort KG: Ahorn                                        | Die Grabkapelle wurde 1764 errichtet, die Holzplastik des Auferstandenen ist spätgotisch. 1985 erfolgte eine Renovierung. | BDA-Hist.: Q63986654 Status: § 2a Stand der BDA-Liste: 2025-06-30 Name: Kapelle mit Heiligem Grab GstNr.: .28 Kalvarienberg Bad Ischl |
| ja    | Datei hochladen | Bildstock HERIS-ID: 99679 Objekt-ID: 115831                                                                                             | bei Kalvarienbergweg 18 Standort KG: Ahorn                                       | Der Tabernakelbildstock aus rotem Kalkstein steht ein paar Meter hinter der Kalvarienbergkirche, der jetzige Standort wird auf 1915 datiert. Auf einem Bild um 1850 ist dieser oder ein fast identischer Bildstock bereits zu sehen, damals allerdings einige Meter vor der Kirche, wo jetzt das Mesnerhaus steht. 1999 erfolgte eine Renovierung. Das Kleindenkmal besitzt ein ungeschlachtes Gitter vor der Tabernakelnische, in der sich ein auf Blech gemalter Christuskopf befindet. Das bekrönende Steinkreuz ist seit langem verschollen. Die Inschrift am breiten Sockel ist nur mehr schwer zu entziffern, die Vorbeigehenden werden darin um ein Gebet ersucht. Ein sehr ähnlicher Bildstock (mit Inschrift 1906) steht vor dem Landes-Erholungsheim in der Ahornstraße. | BDA-Hist.: Q63986655 Status: § 2a Stand der BDA-Liste: 2025-06-30 Name: Bildstock GstNr.: 57/2 Kalvarienberg Bad Ischl |
| ja    | Datei hochladen | Kalvarienbergkirche HERIS-ID: 99676 Objekt-ID: 115827                                                                                   | bei Kalvarienbergweg 18 Standort KG: Ahorn                                       | Die Kalvarienbergkirche wurde von 1704 bis 1706 erbaut, die Orgel stammt aus dem Jahr 1715. Erweiterungen der Kirche erfolgten 1714 und 1779. Das neben dem Sakralbau befindliche Messnerhaus ist auf 1891 datiert. Kirchenrenovierungen sind unter anderem für die Jahre 1961 (Innen) und 1982 (Fassade) belegt. | BDA-Hist.: Q28946663 Status: § 2a Stand der BDA-Liste: 2025-06-30 Name: Kalvarienbergkirche GstNr.: .27 Kalvarienberg Bad Ischl |
| ja    | Datei hochladen | Villa Felicitas/Schratt-Villa HERIS-ID: 46758 Objekt-ID: 48928                                                                          | Salzburger Straße 60 Standort KG: Ahorn                                          | Die Schratt-Villa ist nach der Schauspielerin Katharina Schratt benannt, die zwischen 1889 und 1914 viele Sommer in diesem von ihr angemieteten Gebäude verbrachte, das damals noch Villa Felicitas hieß. Eigentümer war lange Jahre der Hotelier Koch, später gehörte die Villa Fritz Löhner-Beda. Seit 1989 beherbergt die Villa ein Nobelrestaurant. | BDA-Hist.: Q23683566 Status: Bescheid Stand der BDA-Liste: 2025-06-30 Name: Villa Felicitas/Schratt-Villa GstNr.: .96/4 |
| ja    | Datei hochladen | Marie-Louisen-Quelle HERIS-ID: 105002 Objekt-ID: 121944                                                                                 | Salzburger Straße 79 Standort KG: Ahorn                                          | → Hauptartikel : Maria-Louisen-Quelle f1 | BDA-Hist.: Q1709534 Status: § 2a Stand der BDA-Liste: 2025-06-30 Name: Marie Louisen-Quelle GstNr.: .93/1 Marie-Louisen-Quelle, Bad Ischl |
| ja    | Datei hochladen | Neuer Pfarrhof HERIS-ID: 99690 Objekt-ID: 115845                                                                                        | Auböckplatz 3 Standort KG: Bad Ischl                                             | Am 25. September 1937 wurde mit dem Abbruch der alten Huemer-Schmiede begonnen und auf dem Grundstück der neue Pfarrhof errichtet. Die Baupläne für das Pfarramt stammten vom Ischler Architekten Franz Windhager. Der heutige Pfarrhof befindet sich unmittelbar neben der Stadtpfarrkirche St. Nikolaus. Der bis 1937 genützte alte Pfarrhof befand sich im heutigen „Pfandlhaus“ neben der Sparkasse. Die zwischen neuer Pfarrhof und Kreditinstitut befindlichen Geschäftslokale, an der Südseite der Mauer des Kirchenplatzes, wurden ab 1954 errichtet. | BDA-Hist.: Q37774604 Status: § 2a Stand der BDA-Liste: 2025-06-30 Name: Neuer Pfarrhof GstNr.: 1/1 |
| ja    | Datei hochladen | Ehem. Post- und Telegrafenamt HERIS-ID: 99691 Objekt-ID: 115846                                                                         | Auböckplatz 4 Standort KG: Bad Ischl                                             | Das Post- und Telegraphenamt ist ein im Stil des Historismus gestalteter Prachtbau. Die Fassade lässt Anklänge an das zwanzig Jahre zuvor errichtete Kurhaus Bad Ischl erkennen, das ebenfalls dem Historismus zuzuordnen ist. Die Errichtung geschah durch eine Wiener Baufirma, seinen Betrieb nahm das Postamt 1895 auf. Vorher war die Postverwaltung in einem Gebäudeteil des Hotel Post eingemietet. Der Außenbereich ist im Wesentlichen unverändert erhalten geblieben, im Innenbereich wurden mehrere Umbauten durchgeführt. | BDA-Hist.: Q37774614 Status: Bescheid Stand der BDA-Liste: 2025-06-30 Name: Ehem. Post- und Telegrafenamt GstNr.: 446 Post office Bad Ischl |
| ja    | Datei hochladen | Ehem. Trinkhalle HERIS-ID: 95847 Objekt-ID: 111226                                                                                      | Auböckplatz 5 Standort KG: Bad Ischl                                             | Die Trinkhalle wurde von 1829 bis 1831 nach Plänen des Architekten Franz Lössl im klassizistischen Stil als Solebadeanstalt erbaut. | BDA-Hist.: Q1470325 Status: § 2a Stand der BDA-Liste: 2025-06-30 Name: Ehem. Trinkhalle GstNr.: 449/1 Trinkhalle (Bad Ischl) |
| ja    | Datei hochladen | Kolowratsudhaus HERIS-ID: 64972 Objekt-ID: 77754                                                                                        | Auböckplatz 6 Standort KG: Bad Ischl                                             | Das Kolowrat-Sudhaus war ein von 1826 bis 1835 erbautes und bis 1965 betriebenes Pfannhaus. | BDA-Hist.: Q1739907 Status: Bescheid Stand der BDA-Liste: 2025-06-30 Name: Kolowratsudhaus GstNr.: 447/1 Kolowrat-Sudhaus |
| ja    | Datei hochladen | Wohnhaus sog. Auböckhaus HERIS-ID: 67444 Objekt-ID: 80398                                                                               | Auböckplatz 10 Standort KG: Bad Ischl                                            | Das Auböckhaus am Auböckplatz gehört zu den ältesten Häusern Ischls. Es wird angenommen, dass es in früheren Jahrhunderten ein Bauernhaus inmitten seines Grund und Bodens war. Ab 1800 ist die Familie Auböck als Besitzer belegt, die früheren Eigentümer sind nicht mehr lückenlos feststellbar. Die Sommer der Jahre 1838 bis 1841 verbrachte der Dichter Nikolaus Lenau als Gast in diesem Gebäude. Architektonisch fällt auf, dass es einen hervorspringenden linken Giebel besitzt, aber keinen rechten Giebel. | BDA-Hist.: Q38116643 Status: Bescheid Stand der BDA-Liste: 2025-06-30 Name: Wohnhaus sog. Auböckhaus GstNr.: 454/1, 454/4 |
| ja    | Datei hochladen | Kurmittelhaus HERIS-ID: 52038 Objekt-ID: 58032                                                                                          | Bahnhofstraße 1 Standort KG: Bad Ischl                                           | Solebäder werden in Bad Ischl seit 1823 verabreicht. Nach dem Ende des Ersten Weltkriegs sollte ein zentrales Kurmittelhaus die bis dahin existierenden 15 Kuranstalten ersetzen. Im Frühjahr 1929 wurde von der Gemeinde mit dem Bau am heutigen Standort in der Bahnhofstraße begonnen, kurz darauf übernahm das Land Oberösterreich die weitere Bauführung und später auch den Betrieb. Architekt war Clemens Holzmeister. 1931 erfolgte die feierliche Eröffnung. Ab 1952 kamen Erweiterungsbauten hinzu, sodass das Kurmittelhaus nunmehr Teil des Gebäudekomplexes Eurotherme Bad Ischl ist. | BDA-Hist.: Q121176908 Status: § 2a Stand der BDA-Liste: 2025-06-30 Name: Kurmittelhaus GstNr.: 443/1 Kurmittelhaus Bad Ischl |
| ja    | Datei hochladen | Pacher-Schlössl HERIS-ID: 37613 Objekt-ID: 36827                                                                                        | Bahnhofstraße 3 Standort KG: Bad Ischl                                           | | BDA-Hist.: Q37976360 Status: Bescheid Stand der BDA-Liste: 2025-06-30 Name: Pacher-Schlössl GstNr.: 383 |
| ja    | Datei hochladen | Evang. Pfarrkirche A.B. und Pfarramt HERIS-ID: 99673 Objekt-ID: 115824                                                                  | Bahnhofstraße 5 Standort KG: Bad Ischl                                           | → Hauptartikel : Evangelische Pfarrkirche Bad Ischl f1 | BDA-Hist.: Q1381079 Status: § 2a Stand der BDA-Liste: 2025-06-30 Name: Evang. Pfarrkirche A.B. und Pfarramt GstNr.: 381/2 Evangelische Pfarrkirche Bad Ischl                                                                                         |
| ja    | Datei hochladen | Pavillon der Kurdirektion HERIS-ID: 99694 Objekt-ID: 115849                                                                             | Bahnhofstraße 6 Standort KG: Bad Ischl                                           | Das ehemalige Kurdirektionsgebäude gegenüber dem Kurmittelhaus beherbergte von der Errichtung im Jahr 1954 bis zum Jahr 2008 die Ischler Kurverwaltung. Erbaut wurde das Haus nach Plänen von Heinz Karbus. Das vom Boden bis zur Decke reichende Keramikmosaik stammt vom Ischler Bildhauer Hannes Haslecker und zeigt die historische Entwicklung des Badeortes Ischl. Seit 2008 hat die Kurverwaltung ihren Sitz nicht mehr im Pavillon in der Bahnhofstraße, sondern in der ebenfalls denkmalgeschützten Trinkhalle. Die alte Kurdirektion wurde nach einem Gemeinderatsbeschluss aus 2009 verkauft. | BDA-Hist.: Q37774626 Status: § 2a Stand der BDA-Liste: 2025-06-30 Name: Pavillon der Kurdirektion GstNr.: 400/9 |
| ja    | Datei hochladen | Brunnen HERIS-ID: 100503 Objekt-ID: 116732                                                                                              | östlich Bahnhofstraße 6 Standort KG: Bad Ischl                                   | Der Brunnen in der Bahnhofstraße besteht aus einem Becken aus Ischler Marmor (Schwarzensee-Marmor), der Frauengestalt aus Kremsmünsterer Konglomerat und einem Bassin, welches mit einem Mosaik aus Muranoglas verkleidet war. Der Brunnen ist ein Geschenk des New Yorker Anwaltes Andrew Onderdonk und wurde nach einem Entwurf von Hannes Haslecker geschaffen. In der Widmung am Brunnenrand ist unter anderem das Wappen der Harvard-Universität, wo der Spender sieben Jahre studierte, ersichtlich. Die Übergabe an die Stadt erfolgte am 15. August 1951. | BDA-Hist.: Q37784627 Status: § 2a Stand der BDA-Liste: 2025-06-30 Name: Brunnen GstNr.: 400/8 |
| ja    | Datei hochladen | Aufnahmsgebäude Bad Ischl HERIS-ID: 45877 Objekt-ID: 47395seit 2021                                                                     | Bahnhofstraße 8 Standort KG: Bad Ischl                                           | | BDA-Hist.: Q106847560 Status: Bescheid Stand der BDA-Liste: 2025-06-30 Name: Aufnahmsgebäude Bad Ischl GstNr.: 400/4, 400/6 Station building of Bad Ischl                                                                                            |
| ja    | Datei hochladen | Figurenbildstock hl. Johannes Nepomuk HERIS-ID: 100507 Objekt-ID: 116736                                                                | bei Esplanade 2 Standort KG: Bad Ischl                                           | Die Heiligenstatue auf der Hauptbrücke wurde 1899 von einem Linzer Sommergast gespendet und 1900 aufgestellt. 2008 restaurierte der Heimatverein die Statue. Die Figur aus Gusseisen verfügt über Kreuz und Sternennimbus. Auf der 1897 durch das Hochwasser zerstörten Vorgängerbrücke stand ebenfalls eine Nepomukstatue von 1867, welche beim damaligen Brückeneinsturz verloren ging. | BDA-Hist.: Q37784660 Status: § 2a Stand der BDA-Liste: 2025-06-30 Name: Figurenbildstock hl. Johannes Nepomuk GstNr.: 656/1 |
| ja    | Datei hochladen | Hahnbaum HERIS-ID: 100262 Objekt-ID: 116484                                                                                             | bei Esplanade 2 Standort KG: Bad Ischl                                           | Der Hahnbaum auf der Esplanade ist ein rot-weiß gestreifter Holzmast, an dessen Spitze eine vergoldete Kugel sowie ein Wetterhahn angebracht sind. Der Mast wurde vermutlich erstmals bei der Anlage der Esplanade im Jahr 1830 aufgestellt. | BDA-Hist.: Q37775732 Status: § 2a Stand der BDA-Liste: 2025-06-30 Name: Hahnbaum GstNr.: 603/1 Hahnbaum, Bad Ischl |
| ja    | Datei hochladen | Fortuna HERIS-ID: 99719 Objekt-ID: 115875                                                                                               | bei Esplanade 2 Standort KG: Bad Ischl                                           | Die Fortuna wurde 1841 durch Franz Wirer Ritter von Rettenbach am damaligen oberen Ende der Esplanade (ungefähr beim heutigen Cafe Zauner) aufgestellt. Wirer selbst bezeichnete sie als „Statue der Hoffnung“. Seit 1909 steht die Skulptur gleich am Beginn der Esplanade in unmittelbarer Nähe zum Hahnbaum. Die Inschrift auf dem Sockelquader ist ebenfalls 1909 angefertigt worden. Auf dem Sockel erhebt sich ein hohes Piedestal aus (wahrscheinlich) Schwarzensee-Marmor und die Zinnguss-Statue einer Frau in antiker Gewandung. Der Spruch auf dem Piedestal stammt von Wirer selbst. | BDA-Hist.: Q37774690 Status: § 2a Stand der BDA-Liste: 2025-06-30 Name: Fortuna GstNr.: 603/1 Statue of Fortuna, Bad Ischl |
| ja    | Datei hochladen | Ehem. Salzfertigerhaus HERIS-ID: 37616 Objekt-ID: 36830                                                                                 | Esplanade 4 Standort KG: Bad Ischl                                               | Bereits im Jahr 1500 ist ein Andre Edlinger als Besitzer der Esplanade 4 dokumentiert, 1672 wird es vom Salzfertiger Johann Lidl, dem späteren Pfleger, erworben. Im 20. Jahrhundert beherbergte das Gebäude das bis 1989 existierende Kaufhaus Wiesauer. | BDA-Hist.: Q37976391 Status: Bescheid Stand der BDA-Liste: 2025-06-30 Name: Ehem. Salzfertigerhaus GstNr.: 66 |
| ja    | Datei hochladen | Ehem. Salzfertigerhaus, Lidl Haus HERIS-ID: 37617 Objekt-ID: 36831                                                                      | Esplanade 6 Standort KG: Bad Ischl                                               | | BDA-Hist.: Q37976401 Status: Bescheid Stand der BDA-Liste: 2025-06-30 Name: Ehem. Salzfertigerhaus, Lidl Haus GstNr.: 67/1 |
| ja    | Datei hochladen | Gartenhaus Rosenstöckl HERIS-ID: 37614 Objekt-ID: 36828                                                                                 | Esplanade 6a Standort KG: Bad Ischl                                              | Das Rosenstöckl wurde 1840 im Biedermeierstil erbaut, 1935 erfolgte mit einem stilangepassten Portikus eine Verschönerung. 1923 erhielt der zur Liegenschaft gehörige Garten einen Gartenpavillon, dieser ist achteckig mit flachem Mansarddach und großen, dichtversprossten Rundbogenfensteröffnungen ausgestattet. Des Weiteren befinden sich in der Gartenanlage zwei Terrakotta-Statuen (um 1900) und ein Brunnenbecken. Der Garten ist im Privatbesitz und daher nicht zugänglich. | BDA-Hist.: Q37976371 Status: Bescheid Stand der BDA-Liste: 2025-06-30 Name: Gartenhaus Rosenstöckl GstNr.: 68/4, 69 |
| ja    | Datei hochladen | Ehem. Salzfertigerhaus HERIS-ID: 37618 Objekt-ID: 36832                                                                                 | Esplanade 8 Standort KG: Bad Ischl                                               | Das Haus Esplanade 8 diente einigen Prominenten, unter anderem der Königin von Preußen und Anton Ritter von Schmerling, im 19. Jahrhundert als Sommerquartier. Seit der Gründung durch Michl Plasser im Jahr 1880 befindet sich in diesem Gebäude eine Druckerei. | BDA-Hist.: Q37976409 Status: Bescheid Stand der BDA-Liste: 2025-06-30 Name: Ehem. Salzfertigerhaus GstNr.: 71 |
| ja    | Datei hochladen | Gedenkstein HERIS-ID: 99718 Objekt-ID: 115874                                                                                           | gegenüber Esplanade 8 Standort KG: Bad Ischl                                     | Der Gedenkstein „Sophiens Esplanade“ wurde durch Franz Wirer von Rettenbach errichtet. Die Namensgebung bezieht sich auf Erzherzogin Sophie, der Mutter von Kaiser Franz Joseph, die im Nahen Seeauer-Haus (heute Stadtmuseum) residierte. Die Esplanade wurde durch Wirer ab dem Jahr 1830 systematisch angelegt. 1909 erfolgte eine Restaurierung des Gedenksteines. | BDA-Hist.: Q37774682 Status: § 2a Stand der BDA-Liste: 2025-06-30 Name: Gedenkstein GstNr.: 603/1 Monument in Bad Ischl dedicated to Princess Sophie of Bavaria, Archduchess of Austria                                                              |
| ja    | Datei hochladen | Stadtmuseum, ehem. Hotel Austria, Brahmsdenkmal, Nymphenfigur HERIS-ID: 37619 Objekt-ID: 36833                                          | Esplanade 10 Standort KG: Bad Ischl                                              | Das spätgotische ehemalige Salzfertigerhaus an der Esplanade beherbergte von 1880 bis 1982 das Hotel Austria. Seit 1989 ist hier das Ischler Stadtmuseum untergebracht. | BDA-Hist.: Q37976419 Status: Bescheid Stand der BDA-Liste: 2025-06-30 Name: Stadtmuseum, ehem. Hotel Austria, Brahmsdenkmal, Nymphenfigur GstNr.: 72 Hotel Austria, Bad Ischl                                                                        |
| ja    | Datei hochladen | Ehem. Hotel Esplanade HERIS-ID: 37623 Objekt-ID: 36837                                                                                  | Esplanade 11 Standort KG: Bad Ischl                                              | | BDA-Hist.: Q37976461 Status: Bescheid Stand der BDA-Liste: 2025-06-30 Name: Ehem. Hotel Esplanade GstNr.: 75 |
| ja    | Datei hochladen | Ehem. Salzfertigerhaus HERIS-ID: 37620 Objekt-ID: 36834                                                                                 | Esplanade 12 Standort KG: Bad Ischl                                              | Das Gebäude Esplanade 12 (Haus Zachhuber) besaß, wie einige der Nachbarhäuser, das Bürger- und Fertigerrecht, es wurde aber nicht ständig ausgeübt. 1750 kaufte das Haus der Fertiger Gottlieb Heuschober, seine Enkelin heiratete in die Salzfertigerfamilie Gschwandter, in dessen Besitz die Liegenschaft bis 1984 blieb. | BDA-Hist.: Q37976431 Status: Bescheid Stand der BDA-Liste: 2025-06-30 Name: Ehem. Salzfertigerhaus GstNr.: 76 |
| ja    | Datei hochladen | Ehem. Salzfertigerhaus HERIS-ID: 37621 Objekt-ID: 36835                                                                                 | Esplanade 14 Standort KG: Bad Ischl                                              | Das Pfifferling-Haus (Esplanade 14) mit dem Schopfdach war ehemals ein Fertigerhaus. Im 17. Jahrhundert gehörte es der Familie des Thomas von Seeau durch drei Generationen, später besaßen es kaiserliche Waldmeister und andere Beamte. Bis 1870 schloss sich an die Gebäuderückseite ein umfangreicher Grundbesitz an, auf dem 1872 das Kurhaus erbaut wurde. | BDA-Hist.: Q37976440 Status: Bescheid Stand der BDA-Liste: 2025-06-30 Name: Ehem. Salzfertigerhaus GstNr.: 80, 81 |
| ja    | Datei hochladen | Gasthaus Salzmühle HERIS-ID: 37622 Objekt-ID: 36836                                                                                     | Esplanade 16 Standort KG: Bad Ischl                                              | | BDA-Hist.: Q37976450 Status: Bescheid Stand der BDA-Liste: 2025-06-30 Name: Gasthaus Salzmühle GstNr.: 82 |
| ja    | Datei hochladen | Esplanaden-Apotheke HERIS-ID: 37624 Objekt-ID: 36838                                                                                    | Esplanade 18 Standort KG: Bad Ischl                                              | Das Gebäude der Esplanade-Apotheke gehörte um das Jahr 1600 dem Salzfertiger Hans Hueber, einem der Ratsbürger während der Ischler Rebellion. Von 1700 bis 1799 beherbergte das Haus eine Fleischhauerei. Das erstmalige Ansuchen zur Eröffnung einer zweiten Ischler Apotheke wurde 1881 gestellt, die Eröffnung der Esplanaden-Apotheke erfolgte schließlich 1910. | BDA-Hist.: Q37976471 Status: Bescheid Stand der BDA-Liste: 2025-06-30 Name: Esplanaden-Apotheke GstNr.: 83 |
| ja    | Datei hochladen | Musikpavillon HERIS-ID: 99717 Objekt-ID: 115873                                                                                         | gegenüber Esplanade 18 Standort KG: Bad Ischl                                    | Ein Musikpavillon am Traunufer ist bereits auf Fotos um 1863 nachweisbar, der gegenwärtige Bau entstand 1883, nach den Hochwässern von 1897 und 1920 wurde er verändert und vereinfacht. Musikvorstellungen werden seit Jahrzehnten nicht mehr durchgeführt, zeitweise fungierte das Gebäude als Galerie. Der Holzbau mit flacher Halbkuppel ragt über die Ufermauer der Traun hinaus. Zur Esplanade hin war das Denkmal ursprünglich, abgesehen von der Balustrade, ganz offen. Im Laufe der Zeit wurde der einst reich vorhandene Bauschmuck stark reduziert. | BDA-Hist.: Q37774672 Status: § 2a Stand der BDA-Liste: 2025-06-30 Name: Musikpavillon GstNr.: 603/1 Musikpavillon, Bad Ischl |
| ja    | Datei hochladen | Bürgerhaus HERIS-ID: 37625 Objekt-ID: 36839                                                                                             | Esplanade 20 Standort KG: Bad Ischl                                              | Für die Liegenschaft Esplanade 20 ist bereits 1550 der Kufenmeister Lienhard Holzberger als Besitzer dokumentiert. Es blieb im Familieneigentum bis 1800. | BDA-Hist.: Q37976479 Status: Bescheid Stand der BDA-Liste: 2025-06-30 Name: Bürgerhaus GstNr.: 86 |
| ja    | Datei hochladen | Bürgerhaus HERIS-ID: 37626 Objekt-ID: 36840                                                                                             | Esplanade 24 Standort KG: Bad Ischl                                              | Das Gebäude Esplanade 24 (Haus an der Ecke der Kurhausstraße) war in sehr früher Zeit ein Fertigerhaus, 1612 kaufte es der damalige Marktrichter Andre Rettenbacher, nachher war es in Besitz von Schiffsleuten, welche auf der damals noch schiffbaren Traun ihrem Gewerbe nachgingen. Seit 1858 ist das Haus im Besitz der Familie Leitner. | BDA-Hist.: Q37976489 Status: Bescheid Stand der BDA-Liste: 2025-06-30 Name: Bürgerhaus GstNr.: 90 |
| ja    | Datei hochladen | Zillangerhäusl / Schiffwerkerhäuschen HERIS-ID: 45512 Objekt-ID: 46875                                                                  | Franz-Stelzhamer-Kai 22 Standort KG: Bad Ischl                                   | | BDA-Hist.: Q38016485 Status: Bescheid Stand der BDA-Liste: 2025-06-30 Name: Zillangerhäusl/Schiffwerkerhäuschen GstNr.: 547/2 |
| ja    | Datei hochladen | Villa Landauer HERIS-ID: 37628 Objekt-ID: 36842                                                                                         | Frauengasse 2 Standort KG: Bad Ischl                                             | | BDA-Hist.: Q37976499 Status: Bescheid Stand der BDA-Liste: 2025-06-30 Name: Villa Landauer GstNr.: 580 |
| ja    | Datei hochladen | Alte Plaßmühle HERIS-ID: 37629 Objekt-ID: 36843                                                                                         | Götzstraße 2 Standort KG: Bad Ischl                                              | | BDA-Hist.: Q37976509 Status: Bescheid Stand der BDA-Liste: 2025-06-30 Name: Alte Plaßmühle GstNr.: 360 |
| ja    | Datei hochladen | Figurenbildstock hl. Johannes Nepomuk HERIS-ID: 100508 Objekt-ID: 116737                                                                | Götzstraße 10, gegenüber, an der Brücke Standort KG: Bad Ischl                   | Bereits 1723 befand sich eine Kapelle mit einer Johannesstatue nahe der Brücke in der Götzstraße. 1897 wurde die Kapelle abgebrochen und die Statue unter einem Blechdach aufgestellt. In den 1950er Jahren verschwand die Heiligenfigur, der leere Sockel verblieb bis 1982. In diesem Jahr wurde der Sockel zum rechten Brückenkopf verschoben und mit einer neuen Heiligenstatue ausgestattet, diese fiel jedoch 2008 einem Vandalenakt zum Opfer. Die jetzige Statue ist eine alte Gusseisenfigur, die vermutlich aus den 1840er Jahren stammt. | BDA-Hist.: Q37784669 Status: § 2a Stand der BDA-Liste: 2025-06-30 Name: Figurenbildstock hl. Johannes Nepomuk GstNr.: 373 |
| ja    | Datei hochladen | Elisabethbrücke HERIS-ID: 100517 Objekt-ID: 116746                                                                                      | Grazer Straße Standort KG: Bad Ischl                                             | | BDA-Hist.: Q37784698 Status: § 2a Stand der BDA-Liste: 2025-06-30 Name: Elisabethbrücke GstNr.: 603/1, 604, 620, 600, 602, 656/1 Elisabethbrücke, Bad Ischl                                                                                          |
| ja    | Datei hochladen | Gasthaus Goldener Ochse HERIS-ID: 100528 Objekt-ID: 116772seit 2015                                                                     | Grazer Straße 4 / Griesgasse 1 Standort KG: Bad Ischl                            | | BDA-Hist.: Q37784717 Status: Bescheid Stand der BDA-Liste: 2025-06-30 Name: Gasthaus Goldener Ochse GstNr.: 467 Gasthaus Goldener Ochse, Bad Ischl                                                                                                   |
| ja    | Datei hochladen | Bürgerhaus HERIS-ID: 37630 Objekt-ID: 36844                                                                                             | Grazer Straße 8 Standort KG: Bad Ischl                                           | | BDA-Hist.: Q37976518 Status: Bescheid Stand der BDA-Liste: 2025-06-30 Name: Bürgerhaus GstNr.: 486 |
| ja    | Datei hochladen | Wohn- und Handwerkerhaus, Alte Hafnerbehausung HERIS-ID: 100534 Objekt-ID: 116779seit 2013                                              | Grazer Straße 12 Standort KG: Bad Ischl                                          | | BDA-Hist.: Q37784737 Status: Bescheid Stand der BDA-Liste: 2025-06-30 Name: Wohn- und Handwerkerhaus, Alte Hafnerbehausung GstNr.: 498 |
| ja    | Datei hochladen | Bürgerhaus HERIS-ID: 37631 Objekt-ID: 36845                                                                                             | Grazer Straße 14 Standort KG: Bad Ischl                                          | | BDA-Hist.: Q37976528 Status: Bescheid Stand der BDA-Liste: 2025-06-30 Name: Bürgerhaus GstNr.: 521 |
| ja    | Datei hochladen | Bürgerhaus, Gasthaus HERIS-ID: 37632 Objekt-ID: 36846                                                                                   | Grazer Straße 16 Standort KG: Bad Ischl                                          | | BDA-Hist.: Q37976537 Status: Bescheid Stand der BDA-Liste: 2025-06-30 Name: Bürgerhaus, Gasthaus GstNr.: 523 |
| ja    | Datei hochladen | Kellersystem Grazer Straße 16 HERIS-ID: 113677 Objekt-ID: 132039seit 2021                                                               | Grazer Straße 16 Standort KG: Bad Ischl                                          | | BDA-Hist.: Q105674933 Status: Bescheid Stand der BDA-Liste: 2025-06-30 Name: Kellersystem Grazer Straße 16 GstNr.: 523, 324/12, 324/3, .371, 324/11                                                                                                  |
| ja    | Datei hochladen | Altischler Krüppelwalmhaus HERIS-ID: 37633 Objekt-ID: 36847                                                                             | Grazer Straße 18 Standort KG: Bad Ischl                                          | | BDA-Hist.: Q37976546 Status: Bescheid Stand der BDA-Liste: 2025-06-30 Name: Altischler Krüppelwalmhaus GstNr.: 524 |
| ja    | Datei hochladen | Bürgerhaus HERIS-ID: 37634 Objekt-ID: 36848                                                                                             | Grazer Straße 20 Standort KG: Bad Ischl                                          | | BDA-Hist.: Q37976556 Status: Bescheid Stand der BDA-Liste: 2025-06-30 Name: Bürgerhaus GstNr.: 525 |
| ja    | Datei hochladen | Villa Traunkai HERIS-ID: 98966 Objekt-ID: 114956seit 2018                                                                               | Griesgasse 4 / Oscar-Straus-Kai 3 Standort KG: Bad Ischl                         | | BDA-Hist.: Q105646735 Status: Bescheid Stand der BDA-Liste: 2025-06-30 Name: Villa Traunkai GstNr.: 466/1 |
| ja    | Datei hochladen | Rechensteg HERIS-ID: 100516 Objekt-ID: 116745                                                                                           | Holzrechengasse 6, nördlich, über den Fluss Ischl Standort KG: Bad Ischl         | Anmerkung: Der Rechensteg verbindet die beiden Katastralgemeinden Bad Ischl und Jainzen. | BDA-Hist.: Q18412453 Status: § 2a Stand der BDA-Liste: 2025-06-30 Name: Rechensteg GstNr.: 661/10, 664/3, 664/1 Rechensteg, Bad Ischl |
| ja    | Datei hochladen | Kriegerdenkmal HERIS-ID: 99685 Objekt-ID: 115840                                                                                        | gegenüber Kaiser-Franz-Josef-Straße 1 Standort KG: Bad Ischl                     | Das im Jahr 1925 errichtete Kriegerdenkmal zeigt die Gestalt einer trauernden Mutter, die an ihrem Kind Tröstung und Hoffnung findet. Die Namen der Gefallenen und Vermissten des Ersten Weltkriegs sind auf vier Bronzetafeln vermerkt. Eine 1952 angefügte Marmortafel erinnert an die Opfer des Zweiten Weltkriegs. Bis 1996 befand sich das Denkmal vor der Hauptschule in der Kaiser-Franz-Joseph-Straße. Durch die in diesem Jahr erfolgte Umgestaltung der Straße erfolgte eine Verlegung der Kriegergedächtnisstätte zur südwestlichen Ecke des Rudolfsparks, gegenüber dem (ebenfalls denkmalgeschützten) Post- und Telegraphenamt. | BDA-Hist.: Q37774594 Status: § 2a Stand der BDA-Liste: 2025-06-30 Name: Kriegerdenkmal GstNr.: 443/1 Kriegerdenkmal, Bad Ischl |
| ja    | Datei hochladen | Rudolfdenkmal HERIS-ID: 99684 Objekt-ID: 115839                                                                                         | bei Kaiser-Franz-Josef-Straße 2 Standort KG: Bad Ischl                           | Das Rudolfsdenkmal im Rudolfspark erinnert an Rudolf, den 1831 verstorbenen Bruder von Kaiser Franz I., die Errichtung erfolgte 1839. An der feierlichen Einweihung am 22. August 1840 nahmen neben dem Erzbischof von Olmütz auch mehrere Mitglieder des Kaiserhauses teil. Im Zuge der Erbauung des Kurmittelhauses (1931) wurde das Denkmal abgetragen und nach Herstellung des neuen Straßenniveaus wieder aufgestellt. Im Grundstein befindet sich seit 5. Dezember 1932 eine neue Kapsel, welche unter anderem den Namen des Bundespräsidenten Miklas enthält. Die ursprüngliche Umrahmung des Denkmals mit Ketten ist bei der Metallsammlung im Krieg entfernt worden. | BDA-Hist.: Q37774585 Status: § 2a Stand der BDA-Liste: 2025-06-30 Name: Rudolfdenkmal GstNr.: 443/1 Rudolfdenkmal, Bad Ischl |
| ja    | Datei hochladen | Ehem. Hotel Post HERIS-ID: 37635 Objekt-ID: 36849                                                                                       | Kaiser-Franz-Josef-Straße 3-5 Standort KG: Bad Ischl                             | → Hauptartikel : Hotel Post (Bad Ischl) f1 | BDA-Hist.: Q1335065 Status: Bescheid Stand der BDA-Liste: 2025-06-30 Name: Ehem. Hotel Post GstNr.: 12, 13 Hotel zur Post, Bad Ischl |
| ja    | Datei hochladen | Ehem. Wohnhaus des Gründerkurarztes Dr. Joseph Götz HERIS-ID: 37636 Objekt-ID: 36850                                                    | Kaiser-Franz-Josef-Straße 4 Standort KG: Bad Ischl                               | | BDA-Hist.: Q37976581 Status: Bescheid Stand der BDA-Liste: 2025-06-30 Name: Ehem. Wohnhaus des Gründerkurarztes Dr. Joseph Götz GstNr.: 440 |
| ja    | Datei hochladen | Marienstandbild HERIS-ID: 100510 Objekt-ID: 116739                                                                                      | gegenüber Kaiser-Franz-Josef-Straße 4 Standort KG: Bad Ischl                     | Die Marienstatue steht seit 1956 an der jetzigen Stelle. Geschaffen wurde die Madonnenstatue 1895, die Weihe erfolgte 1898. Bereits in den 1860er Jahren befand sich eine ähnliche Skulptur am Kirchenplatz. Die lebensgroße Statue der gekrönten hl. Maria ist aus Terrakotta, sie befindet sich auf einem neueren Steinsockel unter einem kuppelförmigen Baldachin aus Gusseisen-Profilen. | BDA-Hist.: Q37784678 Status: § 2a Stand der BDA-Liste: 2025-06-30 Name: Marienstandbild GstNr.: 2 |
| ja    | Datei hochladen | Fußgängerbrücke, Taubersteg HERIS-ID: 107850 Objekt-ID: 125215                                                                          | bei Kaltenbachstraße 5 Standort KG: Bad Ischl                                    | | BDA-Hist.: Q37811206 Status: § 2a Stand der BDA-Liste: 2025-06-30 Name: Fußgängerbrücke, Taubersteg GstNr.: 656/1, 599, 624 Taubersteg, Bad Ischl |
| ja    | Datei hochladen | Franz-Carl-Gedenksäule HERIS-ID: 99720 Objekt-ID: 115876                                                                                | südlich Kaltenbachstraße 10 Standort KG: Bad Ischl                               | Die Säule markiert den Anfangspunkt der Franz-Carl-Promenade, die von Erzherzog Franz Carls langjährigem Sommerquartier, dem Seeauer-Haus und heutigem Stadtmuseum, nach Kaltenbach führt, wo sich eine idente Säule befindet, die allerdings nicht unter Denkmalschutz steht. Die Franz-Carl-Promenade wurde 1868 errichtet, die Säulen sind denen des Kaiser-Ferdinand-Morgenwegs nachgebildet. Der Säulenstumpf auf quadratischem Sockel trägt die Inschrift „Franz Carl Promenade“ und am Sockel die Jahreszahl MDCCCLXVIII (1868). | BDA-Hist.: Q37774699 Status: § 2a Stand der BDA-Liste: 2025-06-30 Name: Franz Carl Gedenksäule GstNr.: 603/1 |
| ja    | Datei hochladen | Kath. Pfarrkirche hl. Nikolaus HERIS-ID: 52044 Objekt-ID: 58041                                                                         | bei Kirchengasse 3 Standort KG: Bad Ischl                                        | → Hauptartikel : Stadtpfarrkirche St. Nikolaus (Bad Ischl) f1 | BDA-Hist.: Q2327886 Status: § 2a Stand der BDA-Liste: 2025-06-30 Name: Kath. Pfarrkirche hl. Nikolaus GstNr.: 2 Stadtpfarrkirche (Bad Ischl) |
| ja    | Datei hochladen | Mesnerhaus HERIS-ID: 99675 Objekt-ID: 115826                                                                                            | Kirchengasse 3 Standort KG: Bad Ischl                                            | | BDA-Hist.: Q37774546 Status: § 2a Stand der BDA-Liste: 2025-06-30 Name: Mesnerhaus GstNr.: 8 |
| ja    | Datei hochladen | Nepomukbrunnen HERIS-ID: 100506 Objekt-ID: 116735                                                                                       | bei Kreuzplatz 14 Standort KG: Bad Ischl                                         | | BDA-Hist.: Q37784649 Status: § 2a Stand der BDA-Liste: 2025-06-30 Name: Nepomukbrunnen GstNr.: 622/6 Nepomukbrunnen, Bad Ischl |
| ja    | Datei hochladen | Ehem. Schmiedehaus beim Kreuz, Wohnhaus mit Kapelle HERIS-ID: 84613 Objekt-ID: 98742                                                    | Kreuzplatz 14 Standort KG: Bad Ischl                                             | | BDA-Hist.: Q38183394 Status: Bescheid Stand der BDA-Liste: 2025-06-30 Name: Ehem. Schmiedehaus beim Kreuz, Wohnhaus mit Kapelle GstNr.: 355 |
| ja    | Datei hochladen | Lehár-Theater HERIS-ID: 37639 Objekt-ID: 36853                                                                                          | Kreuzplatz 16 Standort KG: Bad Ischl                                             | Das Theatergebäude wurde 1826/27 errichtet und 1865 vergrößert. Es wird nunmehr als Kino und Ort für kulturelle Veranstaltungen aller Art verwendet. | BDA-Hist.: Q1813027 Status: Bescheid Stand der BDA-Liste: 2025-06-30 Name: Lehár-Theater GstNr.: 15 Lehartheater Bad Ischl |
| ja    | Datei hochladen | Villa Albrecht HERIS-ID: 37640 Objekt-ID: 36854                                                                                         | Kurhausstraße 7 Standort KG: Bad Ischl                                           | | BDA-Hist.: Q37976609 Status: Bescheid Stand der BDA-Liste: 2025-06-30 Name: Villa Albrecht GstNr.: 84/11 |
| ja    | Datei hochladen | Kurhaus HERIS-ID: 99682 Objekt-ID: 115837                                                                                               | Kurhausstraße 8 Standort KG: Bad Ischl                                           | → Hauptartikel : Kongress & Theaterhaus Bad Ischl f1 | BDA-Hist.: Q1781578 Status: § 2a Stand der BDA-Liste: 2025-06-30 Name: Kurhaus GstNr.: 78/3 Kongress & Theaterhaus Bad Ischl |
| ja    | Datei hochladen | Villa Schodterer HERIS-ID: 37641 Objekt-ID: 36855                                                                                       | Kurhausstraße 9 Standort KG: Bad Ischl                                           | | BDA-Hist.: Q37976621 Status: Bescheid Stand der BDA-Liste: 2025-06-30 Name: Villa Schodterer GstNr.: 84/10 |
| ja    | Datei hochladen | Brunnen HERIS-ID: 99681 Objekt-ID: 115836                                                                                               | Kurpark Standort KG: Bad Ischl                                                   | | BDA-Hist.: Q37774570 Status: § 2a Stand der BDA-Liste: 2025-06-30 Name: Brunnen GstNr.: 78/1 Brunnen (Kurpark Bad Ischl) |
| ja BW | Datei hochladen | Kurpark mit Gartenhaus und Kleindenkmalen HERIS-ID: 99674 Objekt-ID: 115825                                                             | Kurpark Standort KG: Bad Ischl                                                   | | BDA-Hist.: Q37774538 Status: § 2a Stand der BDA-Liste: 2025-06-30 Name: Kurpark mit Gartenhaus und Kleindenkmalen GstNr.: 78/1, 78/3, 61, 78/2, 121                                                                                                  |
| ja    | Datei hochladen | Villa Coudenhove HERIS-ID: 100530 Objekt-ID: 116774seit 2014                                                                            | Leharkai 6 Standort KG: Bad Ischl                                                | | BDA-Hist.: Q37784727 Status: Bescheid Stand der BDA-Liste: 2025-06-30 Name: Villa Coudenhove GstNr.: 511 Villa Coudenhove, Bad Ischl |
| ja    | Datei hochladen | Franz-Lehár-Museum HERIS-ID: 99868 Objekt-ID: 116041                                                                                    | Leharkai 8 Standort KG: Bad Ischl                                                | → Hauptartikel : Lehár-Villa f1 | BDA-Hist.: Q1813586 Status: § 2a Stand der BDA-Liste: 2025-06-30 Name: Franz-Lehár-Museum GstNr.: 516, 514 Lehár-Villa, Bad Ischl |
| ja    | Datei hochladen | Weinhaus Attwenger HERIS-ID: 101091 Objekt-ID: 117400                                                                                   | Leharkai 12 Standort KG: Bad Ischl                                               | Ursprünglich als Salzfertigerhaus um 1575 errichtet ist es seit der Mitte des 19. Jahrhunderts im Besitz der Familie Attwenger. | BDA-Hist.: Q37786530 Status: Bescheid Stand der BDA-Liste: 2025-06-30 Name: Weinhaus Attwenger GstNr.: 518/1 |
| ja    | Datei hochladen | Rathaus HERIS-ID: 99883 Objekt-ID: 116058                                                                                               | Pfarrgasse 11 Standort KG: Bad Ischl                                             | | BDA-Hist.: Q37774939 Status: § 2a Stand der BDA-Liste: 2025-06-30 Name: Rathaus GstNr.: 48 Rathaus Bad Ischl |
| ja    | Datei hochladen | Bürgerhaus mit Renaissanceportal HERIS-ID: 37644 Objekt-ID: 36858                                                                       | Pfarrgasse 15 Standort KG: Bad Ischl                                             | | BDA-Hist.: Q37976631 Status: Bescheid Stand der BDA-Liste: 2025-06-30 Name: Bürgerhaus mit Renaissanceportal GstNr.: 47/1 |
| ja    | Datei hochladen | Franz-Carl-Brunnen HERIS-ID: 100504 Objekt-ID: 116733                                                                                   | bei Schröpferplatz 5 Standort KG: Bad Ischl                                      | Der Franz-Karl-Brunnen wurde 1877 von Hans Greil zum 50. Sommeraufenthalt Erzherzog Franz Karls und Sophie, den Eltern Kaiser Franz Josefs errichtet. | BDA-Hist.: Q37784639 Status: § 2a Stand der BDA-Liste: 2025-06-30 Name: Franz-Carl-Brunnen GstNr.: 619 Franz-Karl-Brunnen, Bad Ischl |
| ja    | Datei hochladen | Bürgerhaus HERIS-ID: 37645 Objekt-ID: 36859                                                                                             | Schröpferplatz 5 Standort KG: Bad Ischl                                          | | BDA-Hist.: Q37976640 Status: Bescheid Stand der BDA-Liste: 2025-06-30 Name: Bürgerhaus GstNr.: 60 Schröpferplatz 5, Bad Ischl |
| ja    | Datei hochladen | Haus der Bürgerkapelle HERIS-ID: 99910 Objekt-ID: 116086                                                                                | Schulgasse 15 Standort KG: Bad Ischl                                             | | BDA-Hist.: Q37774974 Status: § 2a Stand der BDA-Liste: 2025-06-30 Name: Haus der Bürgerkapelle GstNr.: 29/4 |
| ja    | Datei hochladen | Ehem. Hotel Elisabeth HERIS-ID: 37611 Objekt-ID: 36825                                                                                  | Stifterkai 1 Standort KG: Bad Ischl                                              | | BDA-Hist.: Q37976340 Status: Bescheid Stand der BDA-Liste: 2025-06-30 Name: Ehem. Hotel Elisabeth GstNr.: 464 Hotel Elisabeth, Bad Ischl |
| ja    | Datei hochladen | Hauszeichen, Wirtshausschild HERIS-ID: 37612 Objekt-ID: 36826                                                                           | Stifterkai 3 Standort KG: Bad Ischl                                              | Das schmiedeeiserne Wirtshaus-Schild „Zum goldenen Schiff“ ist (möglicherweise sekundär) 1780 datiert und zeigt die Formen des ausgehenden 18. Jahrhunderts. | BDA-Hist.: Q37976349 Status: Bescheid Stand der BDA-Liste: 2025-06-30 Name: Hauszeichen, Wirtshausschild GstNr.: 463 Hauszeichen Hotel Goldenes Schiff, Bad Ischl                                                                                    |
| ja    | Datei hochladen | Fußgängerbrücke, Leharsteg HERIS-ID: 107852 Objekt-ID: 125217                                                                           | bei Stifterkai 7 Standort KG: Bad Ischl                                          | | BDA-Hist.: Q37811217 Status: § 2a Stand der BDA-Liste: 2025-06-30 Name: Fußgängerbrücke, Leharsteg GstNr.: 603/3, 651/1, 656/1 Lehársteg, Bad Ischl                                                                                                  |
| ja    | Datei hochladen | Ehem. Villa Seilern HERIS-ID: 99954 Objekt-ID: 116131                                                                                   | Tänzlgasse 11 Standort KG: Bad Ischl                                             | Die nunmehr als Hotel geführte historistische Villa mit neobarockem Mittelteil wurde 1881 erbaut. | BDA-Hist.: Q2525785 Status: § 2a Stand der BDA-Liste: 2025-06-30 Name: Ehem. Villa Seilern GstNr.: 119/3 Villa Seilern, Bad Ischl |
| ja    | Datei hochladen | Kreuzkapelle samt Inventar HERIS-ID: 100265 Objekt-ID: 116487                                                                           | bei Traunkai 9a Standort KG: Bad Ischl                                           | Die Kreuzkapelle an der Traun ist als Rundbau mit Flachkuppel ausgeführt. An der Rückwand befindet sich ein Gemälde Gang Christi nach Golgotha, vermutlich von Paul Preissl, davor ein überlebensgroßer Kruzifikus mit Schmerzensmutter. Neben dieser Darstellung findet man eine Marmorplatte, deren Widmung mit der Jahreszahl 1726 endet. | BDA-Hist.: Q37775751 Status: § 57-Mandatsbescheid Stand der BDA-Liste: 2025-06-30 Name: Kreuzkapelle samt Inventar GstNr.: 473/1 Kreuzkapelle, Bad Ischl                                                                                             |
| ja    | Datei hochladen | Tauber-Villa HERIS-ID: 100223seit 2024                                                                                                  | Traunkai 17 Standort KG: Bad Ischl                                               | | BDA-Hist.: Q126122362 Status: Bescheid Stand der BDA-Liste: 2025-06-30 Name: Tauber-Villa GstNr.: 483/12 |
| ja    | Datei hochladen | Villa Vielweib HERIS-ID: 46778 Objekt-ID: 48956                                                                                         | Wiesingerstraße 1 Standort KG: Bad Ischl                                         | | BDA-Hist.: Q38023641 Status: Bescheid Stand der BDA-Liste: 2025-06-30 Name: Villa Vielweib GstNr.: 171 |
| ja    | Datei hochladen | Amtshaus der Salinendirektion HERIS-ID: 37649 Objekt-ID: 36863                                                                          | Wirerstraße 10 Standort KG: Bad Ischl                                            | | BDA-Hist.: Q37976651 Status: Bescheid Stand der BDA-Liste: 2025-06-30 Name: Amtshaus der Salinendirektion GstNr.: 41 |
| ja    | Datei hochladen | Merfeld'sches Stiftungshaus HERIS-ID: 37650 Objekt-ID: 36864                                                                            | Wirerstraße 14 Standort KG: Bad Ischl                                            | | BDA-Hist.: Q37976661 Status: § 2a Stand der BDA-Liste: 2025-06-30 Name: Merfeld'sches Stiftungshaus GstNr.: 37 |
| ja    | Datei hochladen | Haidenhof, ehem. Gottwaldgütl HERIS-ID: 105015 Objekt-ID: 121965                                                                        | Salzburger Straße 146 Standort KG: Haiden                                        | | BDA-Hist.: Q37802947 Status: § 2a Stand der BDA-Liste: 2025-06-30 Name: Haidenhof, ehem. Gottwaldgütl GstNr.: .12/2 |
| ja    | Datei hochladen | Kath. Pfarrkirche, Wallfahrtskirche, „Maria an der Straße“ und Pfarrhof HERIS-ID: 103603 Objekt-ID: 120115                              | Wolfganger Straße 4 Standort KG: Haiden                                          | Der Grundstein zur Kirche „Maria an der Straße“ wurde am 28. Juli 1956 geweiht, in ihm ist ein kleiner Stein aus dem römischen Kolosseum eingeschlossen. Nach der Glockensegnung 1959 ist im Rahmen des Festaktes auch etwa 300 Autofahrern die Segnung erteilt worden, der Sakralbau gilt als erste Kraftfahrerkirche Österreichs. Mit 1. Jänner 1961 erfolgte die Erhebung der bisherigen Kaplanei zur Pfarrkirche Pfandl. | BDA-Hist.: Q16855662 Status: § 2a Stand der BDA-Liste: 2025-06-30 Name: Kath. Pfarrkirche, Wallfahrtskirche, „Maria an der Straße“ und Pfarrhof GstNr.: .321 Maria an der Straße, Bad Ischl                                                          |
| ja    | Datei hochladen | Rechensteg HERIS-ID: 106144 Objekt-ID: 123251                                                                                           | Holzrechengasse 6, nördlich, über den Fluss Ischl Standort KG: Jainzen           | Der Rechensteg verbindet die beiden Katastralgemeinden Bad Ischl (siehe dort) und Jainzen. | BDA-Hist.: Q37807021 Status: § 2a Stand der BDA-Liste: 2025-06-30 Name: Rechensteg GstNr.: 342/1, 356/2 Rechensteg, Bad Ischl |
| ja    | Datei hochladen | Anlage Kaiservilla Bad Ischl HERIS-ID: 111842 Objekt-ID: 129856seit 2012                                                                | Jainzen 38 Standort KG: Jainzen                                                  | Die bis 2011 als Einzelobjekte geschützten Objekte Ehem. Gärtnerhaus, Gärtnerei (⊙), Marmorschlössl, Fotomuseum des Landes Oberösterreich (⊙), Kaiservilla-Küchengebäude, Office (⊙), Landesmusikschule (⊙), sowie die Kaiservilla samt Park (⊙) wurden mit 2012 zur Anlage Kaiservilla Bad Ischl zusammengefasst. | BDA-Hist.: Q693042 Status: Bescheid Stand der BDA-Liste: 2025-06-30 Name: Anlage Kaiservilla Bad Ischl GstNr.: .43, .44, .46/1, .46/4, .46/5, 162/1, 150/1, 171/2 Kaiservilla                                                                        |
| ja    | Datei hochladen | Brücke über die Ischl zum Kaiserpark HERIS-ID: 107854seit 2024                                                                          | bei Jainzen 38 Standort KG: Bad Ischl, 42008 Jainzen                             | Anmerkung: Die Brücke verbindet die beiden Katastralgemeinden Bad Ischl und Jainzen über die Ischl und wird vom BDA nur als ein Objekt für beide KGs geführt. Ein Steg ist unmittelbar östlich der Brücke. | BDA-Hist.: Q126122360 Status: Bescheid Stand der BDA-Liste: 2025-06-30 Name: Brücke über die Ischl zum Kaiserpark GstNr.: 641, 646, 664/1, 661/35, 171/2, 356/2 Brücke zur Kaiservilla, Bad Ischl                                                    |
| ja    | Datei hochladen | Steg zur Kaiservilla HERIS-ID: 205387seit 2024                                                                                          | bei Jainzen 38 Standort KG: Bad Ischl, 42008 Jainzen                             | Anmerkung: Der Steg verbindet die beiden Katastralgemeinden Bad Ischl und Jainzen über die Ischl und wird vom BDA nur als ein Objekt für beide KGs geführt. Eine Brücke ist unmittelbar westlich des Stegs. | BDA-Hist.: Q126122361 Status: Bescheid Stand der BDA-Liste: 2025-06-30 Name: Steg zur Kaiservilla GstNr.: 645, 664/1, 356/2, 178/5 Steg zur Kaiservilla, Bad Ischl                                                                                   |
| ja    | Datei hochladen | Pestsäule HERIS-ID: 104957 Objekt-ID: 121863                                                                                            | bei Jainzendorfstraße 23 Standort KG: Jainzen                                    | Bei der Säule dürfte es sich um eine Pestsäule aus der Zeit zwischen 1670 und 1680 handeln. Als Pestsäule ist sie wegen der Darstellung des hl. Sebastians erkennbar, der als Pestheiliger gilt. Die 2014 renovierte Säule befindet sich nahe der Kreutererbrücke und steht in der Fortsetzung der Jainzendorfstraße. | BDA-Hist.: Q37802824 Status: § 2a Stand der BDA-Liste: 2025-06-30 Name: Pestsäule GstNr.: 342/1 |
| BW    | Datei hochladen | Anlage ehem. Gebirgsbauernschule mit Kapelle HERIS-ID: 254223seit 2025                                                                  | Jainzentalstraße 62 Standort KG: Jainzen                                         | | BDA-Hist.: Q135167660 Status: Bescheid Stand der BDA-Liste: 2025-06-30 Name: Anlage ehem. Gebirgsbauernschule mit Kapelle GstNr.: .1/5, .1/6 |
| BW    | Datei hochladen | Ehem. Gebirgsbauernschule / sog. Mayrgut HERIS-ID: 254220seit 2025                                                                      | Jainzentalstraße 62 Standort KG: Jainzen                                         | | BDA-Hist.: Q135167740 Status: Bescheid Stand der BDA-Liste: 2025-06-30 Name: Ehem. Gebirgsbauernschule/ sog. Mayrgut GstNr.: .1/5 |
| BW    | Datei hochladen | Hofkapelle beim Mayrgut HERIS-ID: 254222seit 2025                                                                                       | bei Jainzentalstraße 62 Standort KG: Jainzen                                     | | BDA-Hist.: Q135167797 Status: Bescheid Stand der BDA-Liste: 2025-06-30 Name: Hofkapelle beim Mayrgut GstNr.: .1/6 |
| ja    | Datei hochladen | Kreuzstein HERIS-ID: 100264 Objekt-ID: 116486                                                                                           | Schmalnaustraße 10, gegenüber, im Flussbett der Traun Standort KG: Jainzen       | → Hauptartikel : Kreuzstein (Bad Ischl) f1 | BDA-Hist.: Q29014615 Status: § 2a Stand der BDA-Liste: 2025-06-30 Name: Kreuzstein GstNr.: 357/2 Kreuzstein (Bad Ischl) |
| ja    | Datei hochladen | Wegkapelle Maria an der Klamm HERIS-ID: 98827 Objekt-ID: 114812                                                                         | Standort KG: Jainzen                                                             | | BDA-Hist.: Q37772803 Status: § 2a Stand der BDA-Liste: 2025-06-30 Name: Wegkapelle Maria an der Klamm GstNr.: .103/1 Wegkapelle Maria an der Klamm, Jainzen                                                                                          |
| ja    | Datei hochladen | Jagdhütte Umkehrstube HERIS-ID: 111225 Objekt-ID: 129016seit 2012                                                                       | Mitterweißenbach Standort KG: Jainzen                                            | Anmerkung: Das Gebäude liegt auf halbem Wege zwischen Weißenbach am Attersee und Mitterweißenbach an der Weißenbacher Bundesstraße B 153 und markiert die Wasserscheide am Weißenbacher Sattel. | BDA-Hist.: Q37822701 Status: Bescheid Stand der BDA-Liste: 2025-06-30 Name: Jagdhütte Umkehrstube GstNr.: .113 |
| ja    | Datei hochladen | Soleleitung, Brücke Jainzenbach (bei der „Gstötten“) und seitlich anschließende Stützmauern HERIS-ID: 112931 Objekt-ID: 131156seit 2017 | Standort KG: Jainzen                                                             | → Hauptartikel : Soleleitung Hallstatt – Bad Ischl – Ebensee f1 | BDA-Hist.: Q37832759 Status: Bescheid Stand der BDA-Liste: 2025-06-30 Name: Soleleitung, Brücke Jainzenbach (bei der „Gstötten“) und seitlich anschließende Stützmauern GstNr.: 341/236, 347/1, 347/4 Brine pipeline Hallstatt - Bad Ischl - Ebensee |
| ja    | Datei hochladen | Soleleitung, Quadermauer nordöstlich des Jainzenbachs HERIS-ID: 112932 Objekt-ID: 131157seit 2017                                       | Standort KG: Jainzen                                                             | → Hauptartikel : Soleleitung Hallstatt – Bad Ischl – Ebensee f1 | BDA-Hist.: Q37832769 Status: Bescheid Stand der BDA-Liste: 2025-06-30 Name: Soleleitung, Quadermauer nordöstlich des Jainzenbachs GstNr.: 347/4 Brine pipeline Hallstatt - Bad Ischl - Ebensee                                                       |
| ja    | Datei hochladen | Soleleitung, Brücke Mitterweißenbach HERIS-ID: 112933 Objekt-ID: 131158seit 2017                                                        | Standort KG: Jainzen                                                             | → Hauptartikel : Soleleitung Hallstatt – Bad Ischl – Ebensee f1 | BDA-Hist.: Q37832776 Status: Bescheid Stand der BDA-Liste: 2025-06-30 Name: Soleleitung, Brücke Mitterweißenbach GstNr.: 349/1, 360, 347/18, 349/4 Brine pipeline Hallstatt - Bad Ischl - Ebensee                                                    |
| ja    | Datei hochladen | Soleleitung, Brücke Beberlbach (auch Pöpperlbach) HERIS-ID: 112934 Objekt-ID: 131159seit 2017                                           | Standort KG: Jainzen                                                             | → Hauptartikel : Soleleitung Hallstatt – Bad Ischl – Ebensee f1 | BDA-Hist.: Q37832782 Status: Bescheid Stand der BDA-Liste: 2025-06-30 Name: Soleleitung, Brücke Beberlbach (auch Pöpperlbach) GstNr.: 340/12, 349/4, 349/6 Brine pipeline Hallstatt - Bad Ischl - Ebensee                                            |
| ja    | Datei hochladen | Soleleitung, Tunnel beim Haus Mitterweißenbach 1 HERIS-ID: 112935 Objekt-ID: 131160seit 2017                                            | bei Linzer Straße 39 Standort KG: Jainzen                                        | → Hauptartikel : Soleleitung Hallstatt – Bad Ischl – Ebensee f1 | BDA-Hist.: Q37832801 Status: Bescheid Stand der BDA-Liste: 2025-06-30 Name: Soleleitung, Tunnel beim Haus Mitterweißenbach 1 GstNr.: 295/3, 296/2, 349/6 Brine pipeline Hallstatt - Bad Ischl - Ebensee                                              |
| ja    | Datei hochladen | Villa Sarsteiner und Wirtschaftsgebäude HERIS-ID: 23217 Objekt-ID: 19566                                                                | Bauerstraße 11 Standort KG: Kaltenbach                                           | | BDA-Hist.: Q37874974 Status: Bescheid Stand der BDA-Liste: 2025-06-30 Name: Villa Sarsteiner und Wirtschaftsgebäude GstNr.: 216/49 |
| ja    | Datei hochladen | Kálmán-Villa/Villa Sarsteiner HERIS-ID: 46791 Objekt-ID: 48985                                                                          | Bauerstraße 13 Standort KG: Kaltenbach                                           | Die historistische Villa mit der aufwändigen Dachkonstruktion wurde 1897 errichtet. Das Haus ist weitgehend im Originalzustand der Erbauung erhalten. Der Komponist Emmerich Kálmán verbrachte einige Sommer in diesem Haus. | BDA-Hist.: Q38023745 Status: Bescheid Stand der BDA-Liste: 2025-06-30 Name: Kálmán-Villa/Villa Sarsteiner GstNr.: 216/48 |
| ja    | Datei hochladen | Ehem. Villa Vockner, Villa Haenel-Pancera HERIS-ID: 37615 Objekt-ID: 36829                                                              | Concordiastraße 3 Standort KG: Kaltenbach                                        | Die Villa Vockner beherbergt das Haenel-Pancera-Familienmuseum mit der Kunstsammlung von Wilhelm Haenel und seiner Frau Ella Pancera. | BDA-Hist.: Q37976382 Status: Bescheid Stand der BDA-Liste: 2025-06-30 Name: Ehem. Villa Vockner, Villa Haenel-Pancera GstNr.: 216/16 |
| ja    | Datei hochladen | Zentralvolksschule HERIS-ID: 99707 Objekt-ID: 115863                                                                                    | Concordiastraße 6 Standort KG: Kaltenbach                                        | | BDA-Hist.: Q37774656 Status: § 2a Stand der BDA-Liste: 2025-06-30 Name: Zentralvolksschule GstNr.: .360 |
| ja    | Datei hochladen | Anlage ehem. Rothsteinvilla (sog. Schloss Engleithen) und Pförtnerhaus mit Portalpfeiler HERIS-ID: 102803seit 2024                      | Engleitenstraße 17 Standort KG: Kaltenbach                                       | Die in malerischen Formen gehaltene schlossartige Villa mit Eckturm wurde 1896 erbaut. | BDA-Hist.: Q15844449 Status: Bescheid Stand der BDA-Liste: 2025-06-30 Name: Anlage ehem. Rothsteinvilla (Schloss Engleithen) und Pförtnerhaus mit Portalpfeiler GstNr.: .165, 275/5, .166, 275/15                                                    |
| ja    | Datei hochladen | Villa Blumenthal HERIS-ID: 102805 Objekt-ID: 119255                                                                                     | Engleitenstraße 19 Standort KG: Kaltenbach                                       | Die Villa Blumental mit ihren malerischen historistischen Formen wurde 1890 in einer damals neuartigen Fertigbauweise (Holztafelbauweise) ausgeführt. | BDA-Hist.: Q1494967 Status: Bescheid Stand der BDA-Liste: 2025-06-30 Name: Villa Blumenthal GstNr.: 285/2 Villa Blumenthal, Bad Ischl |
| ja    | Datei hochladen | Kaiser Franz Josef I.-Jagdstandbild HERIS-ID: 102814 Objekt-ID: 119264                                                                  | südlich Engleitenstraße 3 Standort KG: Kaltenbach                                | Das Kaiser-Jagdstandbild wurde Kaiser Franz Joseph zu seinem 80. Geburtstag gewidmet. Die Finanzierung des Standbildes erfolgte durch Spenden von mehr als 22.000 Jägern aus der ganzen Monarchie, den Auftrag führte der Wiener Bildhauer Georg Leisek aus. Die feierliche Enthüllung mit anschließender Parade vor dem Monarchen als obersten Jagdherren geschah am 24. August 1910. | BDA-Hist.: Q37791918 Status: § 2a Stand der BDA-Liste: 2025-06-30 Name: Kaiser Franz Josef I.-Jagdstandbild GstNr.: 247/6 Kaiser-Jagdstandbild, Bad Ischl                                                                                            |
| ja    | Datei hochladen | Villa Perko-Dumba HERIS-ID: 37638 Objekt-ID: 36852                                                                                      | Kaltenbachstraße 15 Standort KG: Kaltenbach                                      | | BDA-Hist.: Q37976592 Status: Bescheid Stand der BDA-Liste: 2025-06-30 Name: Villa Perko-Dumba GstNr.: .5/7 |
| ja    | Datei hochladen | Rudolfsbrunnen HERIS-ID: 102815 Objekt-ID: 119265                                                                                       | bei Kaltenbachstraße 62 Standort KG: Kaltenbach                                  | | BDA-Hist.: Q37791936 Status: § 2a Stand der BDA-Liste: 2025-06-30 Name: Rudolfsbrunnen GstNr.: 243/19 Erzherzog-Rudolf-Brunnen |
| ja    | Datei hochladen | Burgruine Wildenstein HERIS-ID: 104988 Objekt-ID: 121923                                                                                | südwestlich Kaltenbachstraße 62a Standort KG: Kaltenbach                         | Die Höhenburg wurde vermutlich im 13. Jahrhundert erbaut und war Sitz der landesherrlichen Pfleger über Ischl und Umgebung. Nach einem Brand 1715 wurde sie nicht mehr aufgebaut. | BDA-Hist.: Q1014597 Status: § 2a Stand der BDA-Liste: 2025-06-30 Name: Burgruine Wildenstein GstNr.: .79 Burg Wildenstein (Bad Ischl) |
| ja    | Datei hochladen | Stefan Meyer-Haus, Villa Nr. 121 HERIS-ID: 41033 Objekt-ID: 41395                                                                       | Lindaustraße 7 Standort KG: Kaltenbach                                           | | BDA-Hist.: Q37997690 Status: Bescheid Stand der BDA-Liste: 2025-06-30 Name: Stefan Meyer-Haus, Villa Nr. 121 GstNr.: 157/1 |
| ja    | Datei hochladen | Dreifaltigkeitskapelle HERIS-ID: 102808 Objekt-ID: 119258                                                                               | bei Lauffner Marktstraße 1 Standort KG: Lauffen                                  | Die Dreifaltigkeitskapelle befindet sich bei der Brücke über den Fluss Traun an der Lauffner Marktstraße. Als Baujahr ist 1694 überliefert, es wird ein Zusammenhang mit der damals grassierenden Blattern–Epidemie angenommen. Im 20. Jahrhundert wurde das Straßenniveau erhöht, zur Kapelle muss man seitdem einige Stufen hinabsteigen. Bei der Restaurierung 1983 wurde das Kapelleninnere etwas vereinfacht. | BDA-Hist.: Q37791860 Status: § 2a Stand der BDA-Liste: 2025-06-30 Name: Dreifaltigkeitskapelle GstNr.: .37/1 |
| ja    | Datei hochladen | Gedenksäule HERIS-ID: 102813 Objekt-ID: 119263                                                                                          | gegenüber Lauffner Marktstraße 1 Standort KG: Lauffen                            | Die Engleitenstraße von Bad Ischl nach Lauffen ist im Jahr 1838 als Kaiser-Ferdinands-Morgenweg angelegt worden. An die Besuche durch Kaiser Ferdinand erinnert die damals errichtete und 2003 am heutigen Standort aufgestellte Gedenksäule. | BDA-Hist.: Q37791902 Status: § 2a Stand der BDA-Liste: 2025-06-30 Name: Gedenksäule GstNr.: 78/1 |
| ja    | Datei hochladen | Ehem. Schulhaus, heute Musikkapellenhaus HERIS-ID: 102794 Objekt-ID: 119244                                                             | Lauffner Marktstraße 5 Standort KG: Lauffen                                      | | BDA-Hist.: Q37791796 Status: § 2a Stand der BDA-Liste: 2025-06-30 Name: Ehem. Schulhaus, heute Musikkapellenhaus GstNr.: .108 |
| ja    | Datei hochladen | Ehem. Gasthaus Zu den drei Mohren HERIS-ID: 38046 Objekt-ID: 37546                                                                      | Lauffner Marktstraße 6 Standort KG: Lauffen                                      | | BDA-Hist.: Q37978629 Status: Bescheid Stand der BDA-Liste: 2025-06-30 Name: Ehem. Gasthaus Zu den drei Mohren GstNr.: .48/2 |
| ja    | Datei hochladen | Wohnhaus HERIS-ID: 38047 Objekt-ID: 37547                                                                                               | Lauffner Marktstraße 8 Standort KG: Lauffen                                      | | BDA-Hist.: Q37978638 Status: Bescheid Stand der BDA-Liste: 2025-06-30 Name: Wohnhaus GstNr.: .63 |
| ja    | Datei hochladen | Gasthaus Zur Blauen Traube Wesn HERIS-ID: 38045 Objekt-ID: 37545                                                                        | Lauffner Marktstraße 13 Standort KG: Lauffen                                     | | BDA-Hist.: Q37978625 Status: Bescheid Stand der BDA-Liste: 2025-06-30 Name: Gasthaus Zur Blauen Traube Wesn GstNr.: .46/1 |
| ja    | Datei hochladen | Ehem. Mesnerhaus und Schulhaus HERIS-ID: 102780 Objekt-ID: 119230                                                                       | Lauffner Marktstraße 17 Standort KG: Lauffen                                     | | BDA-Hist.: Q37791782 Status: § 2a Stand der BDA-Liste: 2025-06-30 Name: Ehem. Mesnerhaus und Schulhaus GstNr.: .51 |
| ja    | Datei hochladen | Wohnhaus, Gemeindehaus, ehem. Atzmannsdorferische Fertigers Behausung HERIS-ID: 102779 Objekt-ID: 119229                                | Lauffner Marktstraße 21 Standort KG: Lauffen                                     | | BDA-Hist.: Q37791766 Status: § 2a Stand der BDA-Liste: 2025-06-30 Name: Wohnhaus, Gemeindehaus, ehem. Atzmannsdorferische Fertigers Behausung GstNr.: .62/2                                                                                          |
| ja    | Datei hochladen | Kriegerdenkmal HERIS-ID: 102807 Objekt-ID: 119257                                                                                       | bei Lauffner Marktstraße 21 Standort KG: Lauffen                                 | Das Kriegerdenkmal am Lauffner Kirchenplatz wurde 1923 eingeweiht. Um 1950 kam es zur Aktualisierung der Inschrift und zur Erneuerung des Sockels. Das Denkmal ist von einem Adler bekrönt und aus einer terrakottartig durchgefärbten Zementmasse. Die Inschriftentafel befindet sich in einer rundbogigen Nische, darüber Zweig mit Eichenlaub. | BDA-Hist.: Q37791847 Status: § 2a Stand der BDA-Liste: 2025-06-30 Name: Kriegerdenkmal GstNr.: 32 |
| ja    | Datei hochladen | Kath. Pfarrkirche, Wallfahrtskirche Mariä Himmelfahrt mit Kirchhof HERIS-ID: 102629 Objekt-ID: 119076                                   | bei Lauffner Marktstraße 25 Standort KG: Lauffen                                 | → Hauptartikel : Pfarrkirche Lauffen f1 | BDA-Hist.: Q16855652 Status: § 2a Stand der BDA-Liste: 2025-06-30 Name: Kath. Pfarrkirche, Wallfahrtskirche Mariä Himmelfahrt mit Kirchhof GstNr.: .58, 150/7 Parish Church Lauffen                                                                  |
| ja    | Datei hochladen | Gasthof Wildenstein, ehem. bürgerliches Bräuhaus HERIS-ID: 37751 Objekt-ID: 37036                                                       | Lauffner Marktstraße 32 Standort KG: Lauffen                                     | | BDA-Hist.: Q37977088 Status: Bescheid Stand der BDA-Liste: 2025-06-30 Name: Gasthof Wildenstein, ehem. bürgerliches Bräuhaus GstNr.: .93 |
| ja    | Datei hochladen | Bildstock, Gottsnahmstein HERIS-ID: 102812 Objekt-ID: 119262                                                                            | bei Lauffner Marktstraße 38 Standort KG: Lauffen                                 | Der Gottsnahmstein ist einer der ältesten Bildstöcke im Salzkammergut, er stammt wohl aus dem 16. Jahrhundert. Er diente auch dem Markt Lauffen als Grenzstein Richtung Goisern. | BDA-Hist.: Q37791878 Status: § 2a Stand der BDA-Liste: 2025-06-30 Name: Bildstock, Gottsnahmstein GstNr.: 144/1 Wayside shrine Gottsnahmstein, Lauffen                                                                                               |
| ja    | Datei hochladen | Kalvarienberg, 4 Stationskapellen HERIS-ID: 102739 Objekt-ID: 119189                                                                    | Lauffner Marktstraße 49 Standort KG: Lauffen                                     | Die Stationskapelle Nr. 4 am Lauffner Kalvarienberg wurde 1774 erbaut. Dieser Kapellenbildstock ist an zwei Seiten mit Schindel versehen („verschindelt“), das Bild zeigt das Motiv: Jesus nimmt das Kreuz auf sich. | BDA-Hist.: Q37791603 Status: § 2a Stand der BDA-Liste: 2025-06-30 Name: Kalvarienberg, 4 Stationskapellen (Lauffen) GstNr.: .88/1, .88/2, .103/4, .103/3 Kalvarienberg Lauffen                                                                       |
| ja    | Datei hochladen | Fußgängerbrücke, Windensteg HERIS-ID: 103256 Objekt-ID: 119720                                                                          | bei Lauffner Schießstattstraße 38 Standort KG: Lauffen                           | Der Windensteg ist auf einem Gemälde des Marktes Lauffen von 1630 bereits verzeichnet, er dürfte aber deutlich älter sein. Der Name leitet sich von den Seilwinden ab, welche bei der damaligen Binnenschifffahrt auf der Traun bei den Stromschnellen des „Wilden Lauffen“ benötigt wurden, um die flussaufwärts (Richtung Goisern und Hallstatt) fahrenden Schiffe über die Stromschnelle hinwegziehen zu können. Der Steg diente als Verbindung zwischen dem alten Bräuhaus und dem Haus des Windenmeisters. Die Fußgängerbrücke ist auch heute noch in Verwendung. Die Existenz einer Seilwinde an dieser Stelle (Wynde am Lawfenstain) wurde erstmals um 1390 erwähnt. | BDA-Hist.: Q37795858 Status: § 2a Stand der BDA-Liste: 2025-06-30 Name: Fußgängerbrücke, Windensteg GstNr.: 138/14, 152/2 |
| ja    | Datei hochladen | Schießstätte HERIS-ID: 102797 Objekt-ID: 119247                                                                                         | Lauffner Schießstattstraße 46 Standort KG: Lauffen                               | Die Schießstätte in Lauffen (gelegentlich auch: Schießstatt) ist am Aufstieg zur Lauffnerhöhe gelegen. Sie ist die einzige offene Feuerschießstätte Österreichs, deren Geschichte über Jahrhunderte zurückreicht. Die Errichtung der ersten Anlage wurde 1665 von Kaiser Leopold I. genehmigt. Das Salzamt übernahm einen Großteil der Errichtungskosten. Das jährliche Leopoldi–Schießen findet seitdem fast ohne Unterbrechung statt. Im Inneren der Schießstatt befinden sich rund 200 alte Schützenscheiben aus dem 18. bis 20. Jahrhundert, welche die Ortschronologie widerspiegeln. | BDA-Hist.: Q37791814 Status: § 2a Stand der BDA-Liste: 2025-06-30 Name: Schießstätte GstNr.: .1/1, .1/3, .1/4, 128 |
| ja    | Datei hochladen | Kalvarienbergkirche HERIS-ID: 102734 Objekt-ID: 119184                                                                                  | Standort KG: Lauffen                                                             | Ab 1725 befand sich am Kalvarienberg Lauffen eine hölzerne Kapelle. Die heutige kleine Kalvarienbergkirche wurde 1746 aus Stein errichtet. 1774 kamen noch vier Stationskapellen hinzu. Der Beginn des Wegs befindet sich in der Nähe des Pfarrhofs. Beim Bau der Umfahrungsstraße 1967 wurden die Stationskapellen Nr. 2 und 3 demoliert und 1967 neu gebaut. | BDA-Hist.: Q37791588 Status: § 2a Stand der BDA-Liste: 2025-06-30 Name: Kalvarienbergkirche (Lauffen) GstNr.: .103/2 Kalvarienberg Lauffen |
| ja    | Datei hochladen | Soleleitung, Stützmauer mit Treppe in Lauffen HERIS-ID: 112930 Objekt-ID: 131155seit 2017                                               | bei Lauffner Bergstraße 1 Standort KG: Lauffen                                   | An der Kreuzung der Trasse mit der Engleitenstraße besteht eine im ersten Viertel des 19. Jahrhunderts erbaute Stützmauer aus großen, sorgfältig trocken geschlichteten Kalksteinquadern mit einem Treppenabgang. Eine rezente Absturzsicherung (Holzgeländer) ist mit Eisenhalterungen an der Stützmauer befestigt. | BDA-Hist.: Q37832751 Status: Bescheid Stand der BDA-Liste: 2025-06-30 Name: Soleleitung, Stützmauer mit Treppe in Lauffen GstNr.: 138/10 Brine pipeline Hallstatt - Bad Ischl - Ebensee                                                              |
| ja    | Datei hochladen | Kreuz auf der Brücke über die Ischl HERIS-ID: 105014 Objekt-ID: 121964                                                                  | nördlich Schneiderwirtsstraße 3, an der Schneiderwirtsbrücke Standort KG: Lindau | Das Flurkreuz an der „Schneiderwirtsbrücke“ stammt aus dem Jahr 1937. Im gleichen Jahr wurde diese Brücke der Wolfgangsee Straße B 158 über den Fluss Ischl errichtet. 1982 erfolgte ein Neubau der Brücke, das Kreuz wurde dabei restauriert und versetzt. Der bekannte Schnitzer Franz Binder, der besonders für seine Krippen berühmt war, hat das Kreuz geliefert. Das Kruzifix ist aus ungefasstem Eichenholz mit geschwungenen und mit Treibarbeit verzierten Blech-Schutzdach. Es ist dem Dreinageltypus zuzurechnen, an der Fußstütze ist die Jahreszahl 1937 vermerkt. | BDA-Hist.: Q37802937 Status: § 2a Stand der BDA-Liste: 2025-06-30 Name: Kreuz auf der Brücke über die Ischl GstNr.: 336/5 |
| ja    | Datei hochladen | Bergkirche (Salzbergkirche) HERIS-ID: 105026 Objekt-ID: 121978seit 2014                                                                 | Radgrabenstraße 4, südöstlich Standort KG: Perneck                               | Die Kirche wurde 1747 für die Bergknappen in unmittelbarer Nähe zum ehemaligen Ischler Salzbergwerk erbaut. | BDA-Hist.: Q37802961 Status: Bescheid Stand der BDA-Liste: 2025-06-30 Name: Bergkirche (Salzbergkirche) GstNr.: .15 Salzbergkirche Bad Ischl |
| ja    | Datei hochladen | Portal des Maria Ludovika-Stollens HERIS-ID: 105025 Objekt-ID: 121977seit 2019                                                          | bei Radgrabenstraße 4 Standort KG: Perneck                                       | | BDA-Hist.: Q105646744 Status: Bescheid Stand der BDA-Liste: 2025-06-30 Name: Portal des Maria Ludovika-Stollens GstNr.: .3, 711/3 |
| ja    | Datei hochladen | Allgemeines Krankenhaus, ehem. Kaiserin Elisabeth Spital HERIS-ID: 99671 Objekt-ID: 115822                                              | Dr.-Mayer-Straße 8 Standort KG: Reiterndorf                                      | Die Grundsteinlegung zum Kaiserin-Elisabeth-Krankenhaus geschah in Anwesenheit von Kaiser Franz Joseph am 20. August 1908. Die Überführung der Kranken vom alten Standort (Spital in der Brennerstraße) in den 84 Betten umfassenden Neubau in Reiterndorf erfolgte am 5. Juni 1910. Erster ärztlicher Leiter des vom Wiener Architekten Hans Schimitzek geplanten Krankenhauses war Max Mayer. 1947 wurde das Krankenhaus in die Trägerschaft des Landes übernommen (LKH) und ist heute Teil des Salzkammergut Klinikums. Nach den Zubauten von 1967 und 1971 konnte auf 176 beziehungsweise 287 Betten aufgestockt werden. 1973 ging die Krankenpflegeschule in Betrieb. | BDA-Hist.: Q37774512 Status: § 2a Stand der BDA-Liste: 2025-06-30 Name: Allgemeines Krankenhaus, ehem. Kaiserin Elisabeth Spital GstNr.: 310/1 |
| ja    | Datei hochladen | Kurhaus Via Sana, ehem. Kinderhospiz HERIS-ID: 105038 Objekt-ID: 121991                                                                 | Erbstollenstraße 1 Standort KG: Reiterndorf                                      | In dem 1891/92 von Architekt Ludwig Schöne (1845–1935) und Baumeister Max Cordignano (1851–1898) ausgeführten Kaiser–Franz–Joseph–Kinderhospiz fanden, getragen von dem am 13. Dezember 1885 gegründeten Verein zur Errichtung und Förderung von Seehospizen und Asylen für kranke, insbesondere scrophulöse und rhachitische Kinder in Wien, kranke Kinder aus allen Kronländern Aufnahme. Die Leitung oblag adeligen Damen, die Kinderbetreuung erfolgte durch Ischler Ärzte und Familien. Das Haus besaß 50 Betten, betrieb eine eigene Schule und hatte seine Ambulanz auch für Kinder aus bedürftigen Ischler Familien geöffnet. Auch Kaiser Franz Joseph dotierte die Einrichtung jährlich bei seiner Abreise mit mehreren tausend Österreichische Kronen. In späteren Jahren war die Villa Sana eine öffentliche Kinder-Krankenanstalt der Stadt Wien. 1944/45 diente die Liegenschaft als Lazarett (Infektionsabteilung mit einem Isoliertrakt). Nach Kriegsende verwaltete die UNRRA im Gebäude ein Kinderdurchgangslager. 1954 übernahm das Wiener Jugendhilfswerk die Immobilie und führte in Sulzbach ein Kindererholungsheim der Stadt Wien. Das Heim war in den Folgejahren mit bis zu 180 erholungsbedürftigen Wiener Kindern pro Turnus belegt. Nach Schließung des Kinderheimes wurde 2004 im Bad Ischler Gemeinderat eine Änderung des Flächenwidmungsplanes auf Gastronomie diskutiert. | BDA-Hist.: Q37804441 Status: § 2a Stand der BDA-Liste: 2025-06-30 Name: Kurhaus Via Sana, ehem. Kinderhospiz GstNr.: 565/14 |
| ja    | Datei hochladen | Portal des Kaiser-Franz-Josef-Erbstollens HERIS-ID: 105041 Objekt-ID: 121994seit 2019                                                   | bei Erbstollenstraße 12 Standort KG: Reiterndorf                                 | | BDA-Hist.: Q66384855 Status: Bescheid Stand der BDA-Liste: 2025-06-30 Name: Portal des Kaiser-Franz-Josef-Erbstollens GstNr.: 577/3 Portal Kaiser-Franz-Josef-Erbstollen                                                                             |
| ja    | Datei hochladen | Friedhof Bad Ischl HERIS-ID: 99668 Objekt-ID: 115819                                                                                    | bei Grazer Straße 34 / Dr.-Mayer-Straße 2 Standort KG: Reiterndorf               | Ursprünglich lag der Friedhof bei der Stadtpfarrkirche St. Nikolaus, er wurde 1719 zur Sebastiankapelle verlegt. 1948 wurde die Mauer zwischen katholischem und evangelischem Teil geschleift. 1960 bis 1965 sind 60 neue Grüfte geschaffen worden. Auf dem Bad Ischler Friedhof finden sich unter anderem folgende prominente Gräber und Grüfte: Brenner Josef, Ritter von Felsach; Coudenhove, Karl Reichsgraf; Hasner Leopold Ritter von Artha, Heinrich Lammasch, Franz Lehár, Leo Perutz, Wolfram von Richthofen, Alexander Fürst von Schönburg-Hartenstein, Hilde Spiel, Oscar Straus, Maria Prinzessin von Thurn und Taxis, Franz Xaver Weidinger. | BDA-Hist.: Q37774484 Status: § 2a Stand der BDA-Liste: 2025-06-30 Name: Friedhof Bad Ischl GstNr.: 322, 324/7, 324/18, .113 Friedhof Bad Ischl |
| ja    | Datei hochladen | Grabkapelle Brenner von Felsach HERIS-ID: 99669 Objekt-ID: 115820                                                                       | bei Grazer Straße 32 Standort KG: Reiterndorf                                    | Josef Brenner, Ritter von Felsach, gründete den Musealverein und den Ischler Heimatverein, des Weiteren war er im Jahr 1841 Gründer und Primar des ersten Ischler Krankenhauses. Das alte Spital hatte bis 1910 in der nach ihm benannten Straße Bestand. Dieses „Dr.–Brenner–Haus“ in der Brennerstraße Nr. 7 wurde in den 1980er Jahren abgerissen und als Wohnanlage neu errichtet. Der Kaiserliche Rat war ein Freund von Franz Wirer von Rettenbach und Nachfolger von Josef Götz als Salinenphysikus. Brenner von Felsach verstarb 1876 in Vösendorf und wurde dann in Bad Ischl beigesetzt. Die oktogonale (achteckige) Gruftkapelle liegt an der nordöstlichen Seite des Friedhofs und bildet den Beginn der rechten Gruftreihe. Der erhöhte Eingang der Kapelle ist über einige Stufen erreichbar, das Dach wird von einem Kruzifix verziert. | BDA-Hist.: Q37774492 Status: § 2a Stand der BDA-Liste: 2025-06-30 Name: Grabkapelle Brenner von Felsach GstNr.: .113 |
| ja    | Datei hochladen | Sebastianskapelle HERIS-ID: 99670 Objekt-ID: 115821                                                                                     | Grazer Straße Standort KG: Reiterndorf                                           | Die Sebastianskapelle wurde 1692 von Johann Lidl von Lidlsheim in Erfüllung eines Gelübdes nach überstandener schwerer Krankheit gestiftet. Der hl. Sebastian ist Patron der Sterbenden und wird gegen die Pest und schwere Seuchen angerufen. Im Jahr 1702 wurde erstmals eine Verlegung des Friedhofs zur Sebastiankapelle diskutiert, welche später auch durchgeführt wurde. Bis zur Verlegung befand sich der Friedhof im Zentrum bei der (heutigen) Stadtpfarrkirche. 1714 wurde die Lizenz zum „Messlesen“ erteilt, im gleichen Jahr wurde eine Glocke für den kleinen Glockenturm gegossen. Diese über 300 Jahre alte Glocke versieht nach wie vor ihren Dienst. 2014 wurde der kleine Turm restauriert und neu aufgesetzt. Die Turmkreuzsteckung wurde feierlich begangen. | BDA-Hist.: Q37774501 Status: § 2a Stand der BDA-Liste: 2025-06-30 Name: Sebastianskapelle GstNr.: .114 |
| ja    | Datei hochladen | Seeauer-Schlössl HERIS-ID: 100538 Objekt-ID: 116787                                                                                     | Grazer Straße 60 Standort KG: Reiterndorf                                        | Das Seeauer-Schlössl wurde 1628 erbaut. Das Vorgängergebäude „Gut zu Reiterndorf“ war an gleicher Stelle bereits 1325 urkundlich erwähnt. Ab 1712 hatten die (beiden) Pfleger Lidl ihren Sitz am Schlössl. Eine alte Sage spricht über einen unterirdischen Gang von der Liegenschaft bis zur Burg Wildenstein, die tatsächliche Existenz eines Stollens konnte bislang nicht bewiesen werden. | BDA-Hist.: Q37784760 Status: § 2a Stand der BDA-Liste: 2025-06-30 Name: Seeauer-Schlössl GstNr.: .2 |
| ja    | Datei hochladen | Pestsäule HERIS-ID: 105035 Objekt-ID: 121988                                                                                            | bei Grazer Straße 81 Standort KG: Reiterndorf                                    | Die Jahreszahl 1686 zeigt, dass der Bildstock aus der Pestzeit von Ischl stammt. Die Buchstaben WS und HS verweisen auf die früheren Besitzer des Zeppezauergutes. Der Tabernakelbildstock ist aus Stein und mit einer großen Rundbogen-Nische ausgestattet, in dieser befindet sich eine kleine Marienikone. Der Tabernakel verfügt beidseits über eine Rundbogenblendrahmen und einen geschwungenen Steinhelm. | BDA-Hist.: Q37804431 Status: § 2a Stand der BDA-Liste: 2025-06-30 Name: Pestsäule GstNr.: 581/1 |
| ja    | Datei hochladen | Bildstock HERIS-ID: 105040 Objekt-ID: 121993                                                                                            | bei Maria-Theresien-Weg 3 Standort KG: Reiterndorf                               | Der Bildstock der gräflichen Familie Fünfkirchen befindet sich an der Sulzbachfelderstraße, südlich des Kindergartens. Die Errichtung fand 1870 durch Otto Graf Fünfkirchen statt, später wurden weitere Familieninschriften ergänzt. Die letzte Restaurierung erfolgte 2013. Der Bildstock ist aus rotem Kalkstein, der Sockel aus Karbacher „Marmor“. Im Tabernakel ist hinter einem Wabengitter ein Marienbild aus Blech ersichtlich. | BDA-Hist.: Q37804450 Status: § 2a Stand der BDA-Liste: 2025-06-30 Name: Bildstock GstNr.: 582/2 |
| ja    | Datei hochladen | Siriuskogelwarte, ehem. Kaiser-Franz-Josef-Warte HERIS-ID: 99672 Objekt-ID: 115823                                                      | bei Sulzbach 70 Standort KG: Reiterndorf                                         | Die ehemalige Kaiser-Franz-Josef-Warte auf dem Siriuskogl wurde 1885 erbaut. | BDA-Hist.: Q2290092 Status: § 2a Stand der BDA-Liste: 2025-06-30 Name: Siriuskogelwarte, ehem. Kaiser-Franz-Josef-Warte GstNr.: .265 Siriuskogelwarte                                                                                                |
| ja    | Datei hochladen | Wohngebäude, ehem. Frachtenbahnhof Bad Ischl HERIS-ID: 100261 Objekt-ID: 116483seit 2021                                                | Traunkai 45 Standort KG: Reiterndorf                                             | | BDA-Hist.: Q105668998 Status: Bescheid Stand der BDA-Liste: 2025-06-30 Name: Wohngebäude, ehem. Frachtenbahnhof Bad Ischl GstNr.: .378 Bahnhof Bad Ischl Frachtenbahnhof                                                                             |
| ja    | Datei hochladen | Girardi-Villa HERIS-ID: 46307 Objekt-ID: 48127                                                                                          | Steinfeldstraße 8 Standort KG: Rettenbach                                        | Die Villa ist nach Alexander Girardi, dem 1918 verstorbenen Komödianten und Schauspieler, benannt. Beruflich war er unter anderem am Theater an der Wien tätig. Das auf einer leichten Anhöhe über Bad Ischl gelegene Gebäude war ursprünglich für die Erzherzogin Marie Valerie von Österreich, der jüngsten Tochter von Kaiser Franz Joseph I. und Kaiserin Elisabeth erbaut worden. Die Erzherzogin hat die Liegenschaft jedoch nie bezogen. Girardi kaufte die Villa dem kaiserlichen Hof im Jahre 1893 ab und nutzte sie als Sommerdomizil. | BDA-Hist.: Q38020523 Status: Bescheid Stand der BDA-Liste: 2025-06-30 Name: Girardi-Villa GstNr.: .44/9 Villa Girardi |

## Ehemalige Denkmäler
| Foto |                 | Denkmal                                                                         | Standort                                     | Beschreibung | Metadaten |
| ---- | --------------- | ------------------------------------------------------------------------------- | -------------------------------------------- | --- | --- |
| BW   | Datei hochladen | Wohnhaus, Bauhof Objekt-ID: 116443bis 2011                                      | Voglhuberstraße 1 Standort KG: Bad Ischl     | | BDA-Hist.: Q106681455 Status: § 2a Stand der BDA-Liste: 2011-05-30 Name: Wohnhaus, Bauhof GstNr.: 418                     |
| ja   | Datei hochladen | Franziskanerinnenkloster, Marienheim HERIS-ID: 102709 Objekt-ID: 119159bis 2020 | Lauffner Marktstraße 25 Standort KG: Lauffen | Das Kloster der Kreuzschwestern ist baulich mit dem Oratorium der Wallfahrtskirche Mariä Himmelfahrt verbunden. Im Kloster war von 1901 bis 1938 und von 1945 bis 1977 eine einklassige Volksschule untergebracht. | BDA-Hist.: Q15992141 Status: § 2a Stand der BDA-Liste: 2020-02-29 Name: Franziskanerinnenkloster, Marienheim GstNr.: .112 |
| ja   | Datei hochladen | Bauernhaus, Riedlerhaus HERIS-ID: 37992 Objekt-ID: 37474bis 2024                | Engleitenstraße 5 Standort KG: Kaltenbach    | | BDA-Hist.: Q37978293 Status: Bescheid Stand der BDA-Liste: 2024-06-15 Name: Bauernhaus, Riedlerhaus GstNr.: .94           |